# 60000
60000 (sáu mươi nghìn, sáu mươi ngàn, hay sáu vạn) là một số tự nhiên ngay sau 59999 và ngay trước 60001. 60000 là một số tròn vạn. Đây cũng là giá trị của {\displaystyle \varphi }(F25).

## Các con số đặc biệt từ 60000-69999

### 60000 đến 60999
- 60,049 = Số Leyland[2]

### 62000 đến 62999
- 62,210 = Số Markov[3]
- 62,745 = Số Carmichael[4]

### 63000 đến 63999
- 63,020 = Số bạn bè với 76084
- 63,750 = Số tam giác
- 63,973 = Số Carmichael[4]

### 64000 đến 64999
- 64000 = 403
- 64009 = Tổng lập phương của 22 số nguyên đầu tiên
- 64079 = Số Lucas

### 65000 đến 65999
- 65025 = 2552,
- 65279 = Mã Unicode cho dáu phẩy
- 65535 = Giá trị lớn nhất của một số nguyên 16 bit trên máy tính.
- 65536 = 216
- 65537 = Số Fermat nguyên tố lớn nhất được biết
- 65792 = Số Leyland.[2]

### 66,000 đến 66,999
- 66,012 = Số Tribonacci [5]
- 66,049 = 2572
- 66,198 = Số Giuga[6]
- 66,666 = Số thuần

### 67,000 đến 67,999
- 67,081 = 2592,
- 67,171 = 16 + 26 + 36 + 46 + 56 + 66[7]
- 67,626 = Số tam giác

### 68,000 đến 68,999
- 68,921 =  413

### 69,000 đến 69,999
- 69,632 = Số Leyland[2]